# Aeroportul Arctic Bay
Aeroportul Arctic Bay (IATA: YAB, ICAO: CYAB) este un aeroport din Nunavut, Canada.
Situat la o altitudine de 22 m, aeroportul dispune de o singură pistă.